# Francisco Otero González
Francisco Otero González (Lindín, 1860-Madrid, 14 de abril de 1880) fue un pastelero español, autor de un atentado fallido contra los reyes Alfonso XII y María Cristina de Habsburgo-Lorena.

## Biografía

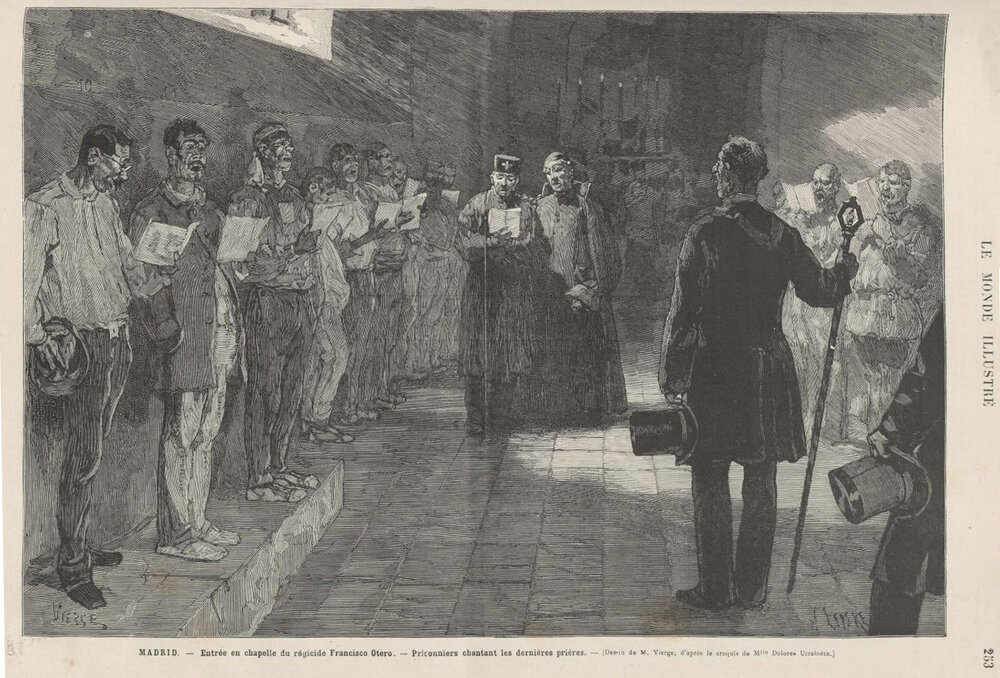
Madrid.— Entrada a la capilla del regicida Francisco Otero. Prisioneros cantando sus últimas oraciones (Le Monde Illustré, 1880)

Nació en la localidad lucense de Lindín en 1860. El 30 de diciembre de 1879 a las cinco de la tarde, los reyes cruzaban la plaza de Oriente en un faetón guiado por el rey, precedidos por el correo y con la única compañía del cochero, sentado en la parte trasera, y de un lacayo. En el momento en que el coche entraba en el Palacio Real por la puerta del Príncipe, Otero, que había estado esperando su llegada junto a la de caballerizas, realizó dos disparos a corta distancia con un revólver Lefaucheux de dos cañones cargado con balas de doce adarmes, errando los dos tiros.
Detenido inmediatamente, fue acusado de intento de regicidio; el tribunal, desestimando el atenuante de enajenación mental, le condenó a muerte.  El rey solicitó su indulto, pero el consejo de ministros presidido por Antonio Cánovas del Castillo lo denegó. El 14 de abril del año siguiente Otero fue ejecutado en garrote vil en el Campo de Guardias de Chamberí por el verdugo titular de Madrid Francisco Ruiz Castellano, y sus restos enterrados en el cementerio de San Martín.